# One Day at a Time (Em’s Version)
One Day At A Time – drugi singel amerykańskiego rapera 2Paca pochodząca ze ścieżki dźwiękowej do filmu Tupac: Resurrection. W oryginalnej wersji występuje raper Spice 1.

## Notowania
| Rok  | Lista             | Miejsce |
| ---- | ----------------- | ------- |
| 2003 | Billboard Hot 100 | 80      |